# Fratta Polesine
Fratta Polesine – miejscowość i gmina we Włoszech, w regionie Wenecja Euganejska, w prowincji Rovigo.
Według danych na rok 2004 gminę zamieszkiwały 2752 osoby, 137,6 os./km².